# Shungit

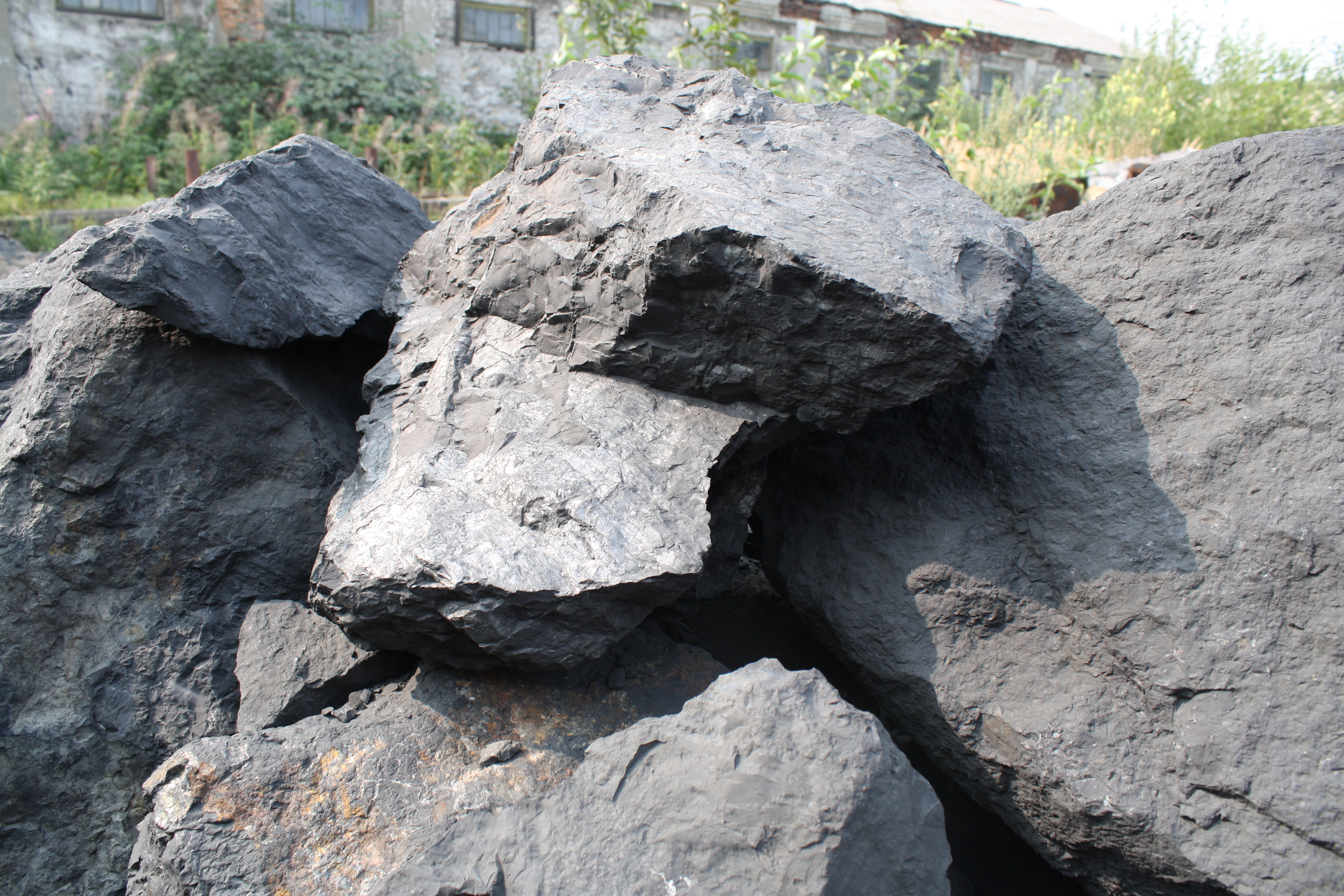
Schungit

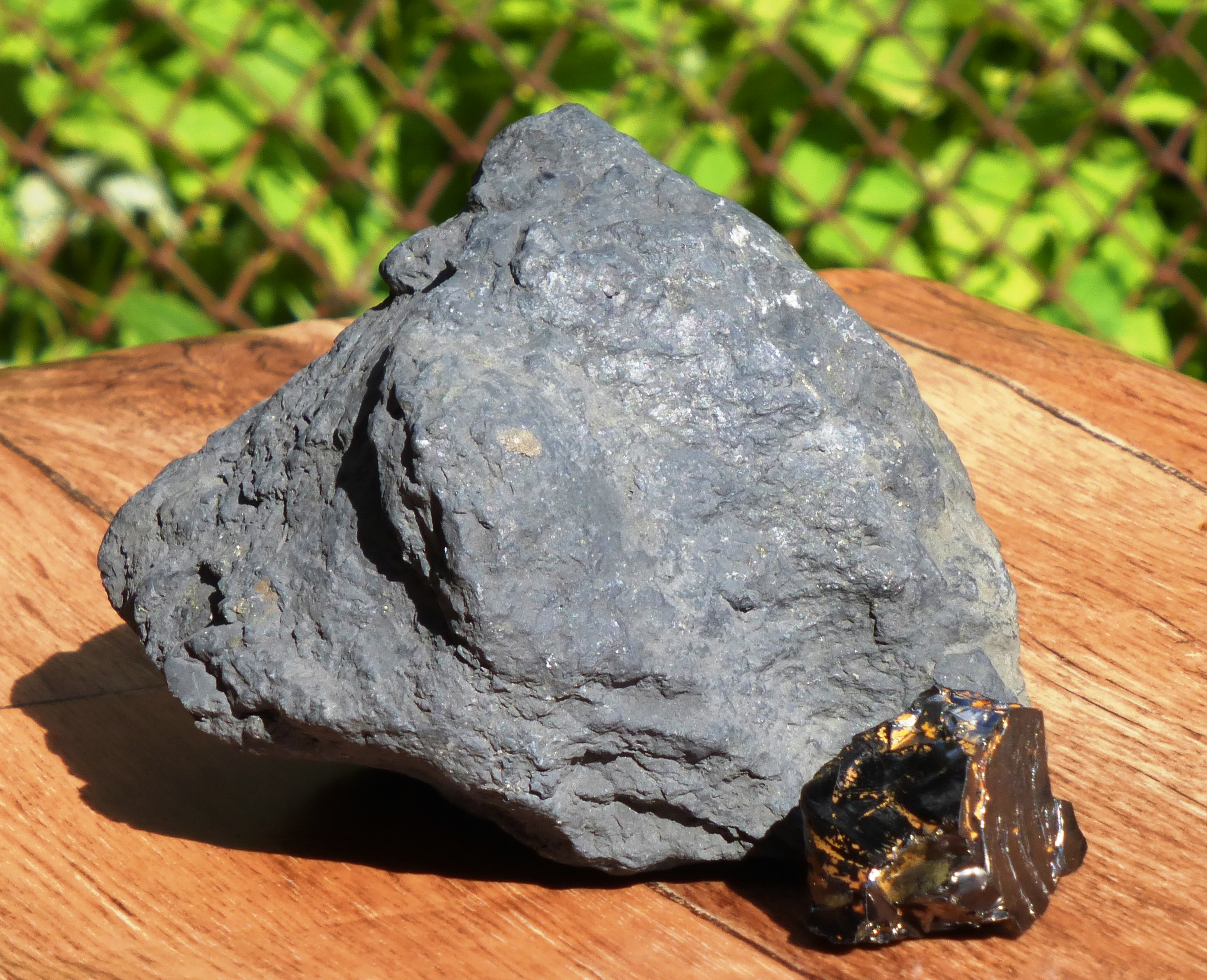

Shungitul este o rocă deosebită, asemănătoare cărbunelui, care a primit această denumire de la satul Șunga din Carelia, Rusia, aflat pe malul lacului Onega. Acesta este singurul loc în lume unde poate fi găsit shungitul. Are o structură amorfică, constantă în ceea ce privește gravitația, se caracterizează printr-o capacitate de reacție foarte ridicată în procesele termice, prin proprietăți ridicate catalitice, este un bun conducător de electricitate și are o bună rezistență chimică. 
Structura shungitului este neobișnuită, datorită conținutului natural de fulerene. Roca este un compozit, matrița căruia formează carbonul. Iată caracteristicile principale ale acestei roci: este activă din punctul de vedere al absorbției față de celulele bactericide, de saprofitele patogene; particulele de shungit, indiferent de dimensiunea lor, au proprietăți bipolare (ca urmare a acestui lucru se vorbește foarte mult despre capacitatea acestei roci de a se combina cu toate substanțele); are proprietăți bactericide.